# Grand Prix d'été de saut à ski 2020
Navigation
Édition précédente Édition suivante
L'édition 2020 du Grand Prix d'été de saut à ski se déroule du 15 août au 3 octobre 2020.
La saison est perturbée par la pandémie du Covid-19, seul le concours de Wisla pour les hommes et Frenštát pod Radhoštěm pour les femmes étant maintenus, de ce fait aucun vainqueur au classement général n'est désigné. 

## Grand Prix masculin

### Calendrier et podiums
| Date              | Lieu           | Épreuve | Vainqueur     | Deuxième    | Troisième  |
| ----------------- | -------------- | ------- | ------------- | ----------- | ---------- |
| 22 août 2020      | Wisla          | HS 134  | Dawid Kubacki | Kamil Stoch | Piotr Żyła |
| 23 août 2020      | Wisla          | HS 134  | Dawid Kubacki | Kamil Stoch | Piotr Żyła |
| 5 septembre 2020  | Chtchoutchinsk | HS 99   | Annulé        | Annulé      | Annulé     |
| 6 septembre 2020  | Chtchoutchinsk | HS 99   | Annulé        | Annulé      | Annulé     |
| 12 septembre 2020 | Snezhinka      | HS 140  | Annulé        | Annulé      | Annulé     |
| 13 septembre 2020 | Snezhinka      | HS 140  | Annulé        | Annulé      | Annulé     |
| 27 septembre 2020 | Hinzenbach     | HS 90   | Annulé        | Annulé      | Annulé     |
| 3 octobre 2020    | Klingenthal    | HS 140  | Annulé        | Annulé      | Annulé     |

## Grand Prix féminin

### Calendrier et podiums
| Date              | Lieu                   | Épreuve | Vainqueur    | Deuxième      | Troisième  |
| ----------------- | ---------------------- | ------- | ------------ | ------------- | ---------- |
| 15 août 2020      | Frenštát pod Radhoštěm | HS 106  | Nika Križnar | Marita Kramer | Ema Klinec |
| 5 septembre 2020  | Chtchoutchinsk         | HS 99   | Annulé       | Annulé        | Annulé     |
| 6 septembre 2020  | Chtchoutchinsk         | HS 99   | Annulé       | Annulé        | Annulé     |
| 12 septembre 2020 | Snezhinka              | HS 140  | Annulé       | Annulé        | Annulé     |
| 13 septembre 2020 | Snezhinka              | HS 140  | Annulé       | Annulé        | Annulé     |
| 3 octobre 2020    | Klingenthal            | HS 140  | Annulé       | Annulé        | Annulé     |